# 김진수 (1995년)
김진수(한국 한자: 金鎭秀, 1995년 2월 28일 ~ )는 대한민국의 축구 선수로, 포지션은 미드필더이다.